# سيرة العاهرة
سيرة عاهرة أو «سيرة العاهرة» هي سلسلة لوحات بريشة الرسام الإنجليزي ويليام هوغارث وتتكون من ست لوحات (1731، والتي أُتلفت بالكامل)، ولوحات منقوشة (1732). وتروي السلسلة قصة فتاة صغيرة واسمها (مول أو ماري) هاكبوت. والتي جاءت من الريف بعد أن سحرتها أضواء المدينة العجوز فقط لتسقط في براثن البغاء وتصبح عاهرة. وقد بدأت السلسلة باللوحة الثالثة عندما كان هوغارث يرسم لوحة لعاهرة في مخدعها في شارع دروري لين وهنا خطرت للرسام فكرة رسم مشاهد من وحي خياله يروي فيها حياة الفتاة السابقة ويتنبأ فيها بمصيرها المحتوم. أما عنوان اللوحات والأمثولة الأخلاقية فهي تستدعي إلى الأذهان كتاب «رحلة الحاج» للكاتب الإنجليزي جون بنيان.
تبدأ السلسلة بالصورة الأولى والتي تصور لقاء الفتاة الساذجة بامرأة عجوز تحيك شباكها حولها بأن تطري على جمالها وتشير عليها بعمل مجزي، وقد ظهر في الخلفية رجل نبيل يترقب. أما في الصورة الثانية، تظهر الفتاة وقد أصبحت عشيقة تجمع بين رجلين. بينما نراها في الصورة الثالثة، وقد صارت مومس ورجال الشرطة يلقون القبض عليها. وها هي تطرق خشب القنب المُخدر في سجن برودويل في الصورة الرابعة. وتأتي الصورة الخامسة لتظهرها وهي تصارع الموت جراء إصابتها بمرض تناسلي. وأخيرًا تُختم هذه السلسلة بالصورة السادسة بمشهد وفاتها وهي في ريعان الشباب عن عمر يناهز الثالثة والعشرين.

## اللوحات
| اللوحة الأولى  | مول تصل إلى لندن |
|                | تصل مول هاكبوت بطلة الرواية أو -إذا شئنا الدقة- سلسلة اللوحات إلى شارع تشيبسايد في لندن. وهي تحمل مقصًا ودبابيس في يدها، دلالة على أنها تسعى للعمل في مجال الخياطة. إلا أنها تقع في براثن إليزابيث نيدهام وهي قوادة سيئة السمعة وصاحبة بيت دعارة. والتي تنوي أن تلقي بالفتاة في الدرك الأسفل من عالم الدعارة. بينما يراقب المشهد فرانسيس تشارترسيس وقواده جون غورلاي وقد أثارت مول اهتمامهما أيضًا. يقف الاثنان أمام منزل آيل للسقوط في إشارة إلى إفلاسهما الأخلاقي وفسوقهما. |
| اللوحة الثانية | مول وقد صارت عشيقة لأحد الأثرياء |
| اللوحة الثالثة | |
| اللوحة الرابعة | |
| اللوحة الخامسة | |
| اللوحة السادسة | |
| -------------- | --- |

## التراث
في 22 يونيو 1828، نشر ويليام إنيل كليمنت مالك الصحيفة الإنجليزي «سيرة العاهرة» في مجموعة أعمدة في صفحة واحدة في جريدته" Bell's Life in London 330#".